# Сіамаджоре
Сіамаджоре (італ. Siamaggiore, сард. Siamaiore, Siamajori) — муніципалітет в Італії, у регіоні Сардинія,  провінція Ористано.
Сіамаджоре розташоване на відстані близько 390 км на південний захід від Рима, 95 км на північний захід від Кальярі, 7 км на північний схід від Ористано.
Населення — 940 осіб (2014).
Щорічний фестиваль відбувається 23 квітня. Покровитель — San Costantino Imperatore.

## Демографія
Населення за роками:

Станом на 1 січня 2023 року в муніципалітеті офіційно проживало 18 іноземців з 4 країн, серед них 11 громадян країн Євросоюзу.

## Сусідні муніципалітети
- Ористано
- Соларусса
- Траматца
- Цеддіані